# Département de Belgrano (Santiago del Estero)
Pour les articles homonymes, voir Département de Belgrano.
Le département de Belgrano est une des 27 subdivisions de la province de Santiago del Estero, en Argentine. Son chef-lieu est la ville de Bandera.
Le département a une superficie de 3 314 km2. Sa population s'élevait à 7 950 habitants en 2001.

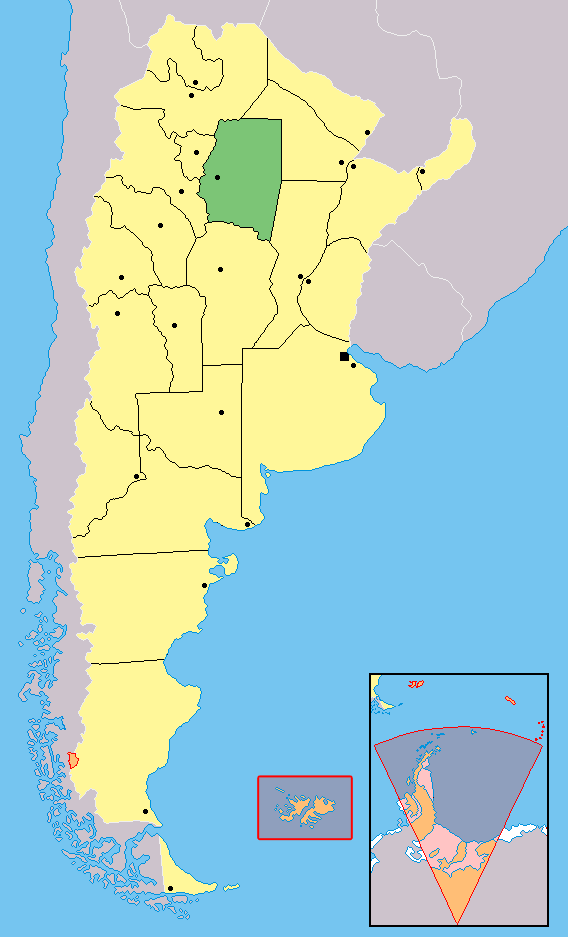
Localisation de la province de Santiago del Estero en Argentine